# Sorin Ghionea

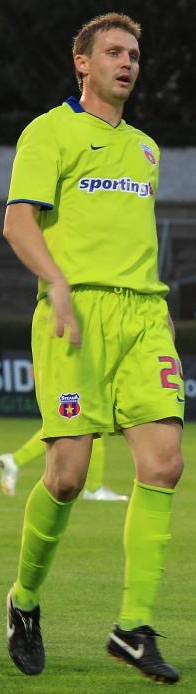
Sorin Ghionea

Sorin Ghionea (Galați, 11 mei 1979) is een Roemeens voetballer.
Ghionea begon zijn loopbaan als verdediger in 1997 bij Dunărea Galați. Een jaar later speelde hij voor Oțelul Galați en in 2002 ging hij voor Steaua Boekarest spelen. In het seizoen 2004/05 werd hij terug verhuurd aan Oțelul Galați. Begin 2010 trok hij naar Rusland waar hij tekende bij FK Rostov. Een jaar later keerde Ghionea terug naar Roemenië.
Ghionea debuteerde in 2002 in het Roemeens voetbalelftal. Hij maakte deel uit van de selectie voor Euro 2008.
1 Lobonț ·
2 Contra ·
3 Raț ·
4 Tamaș ·
5 Chivu  ·
6 Rădoi ·
7 Petre ·
8 Codrea ·
9 Marica ·
10 Mutu ·
11 Cociș ·
12 Popa ·
13 Săpunaru ·
14 Ghionea ·
15 Goian ·
16 Nicoliță ·
17 Moți ·
18 M. Niculae ·
19 Cristea ·
20 Dică ·
21 D. Niculae ·
22 Radu ·
23 Stăncioiu ·
Coach: Pițurcă